# Historique de l'Assemblée nationale de la république démocratique du Congo

## Historique

### 2003-2006
| composante                                                                                      | sièges | pourcentage |
| ----------------------------------------------------------------------------------------------- | ------ | ----------- |
| Rassemblement congolais pour la démocratie (RCD)                                                | 94     | 18,8 %      |
| Mouvement de libération du Congo (MLC)                                                          | 94     | 18,8 %      |
| Parti du peuple pour la reconstruction et la démocratie (PPRD)                                  | 94     | 18,8 %      |
| Opposition politique                                                                            | 94     | 18,8 %      |
| Forces vives / Société civile                                                                   | 94     | 18,8 %      |
| Rassemblement des Congolais pour la démocratie - Kisangani / Mouvement de libération (RCD-K/ML) | 15     | 3 %         |
| Maï-Maï                                                                                         | 10     | 2 %         |
| Rassemblement des Congolais pour la démocratie – National (RCD-N)                               | 5      | 1 %         |
| Total                                                                                           | 500    | 100 %       |

Soixante députés, 12 %, sont des femmes.

### 2006-2012
- secrétaire général : Constantin Tshisuaka Kabanda
- doyen d'âge : Joseph Mbenza Thubi (75 ans)[1].
- président :
  - Thomas Luhaka (avril à novembre 2006)
  - Vital Kamerhe[2]
- vice-président : Christophe Lutundula[2]